# Айдукевич, Зыгмунт
Зы́гмунт Айдуке́вич (пол. Zygmunt Ajdukiewicz; 1861, Витковичи близ Тарнобжега — 1917, Вена) — польский художник; двоюродный брат художника Тадеуша Айдукевича.

## Биография

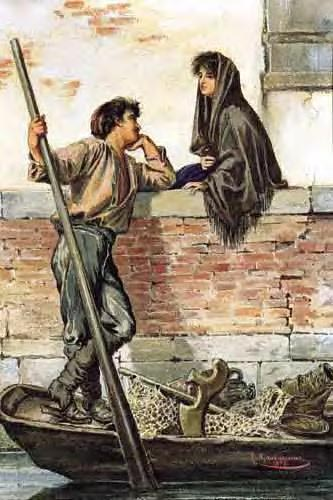
З. Айдукевич «Нежный разговор» (1879)

Родился в Витковицах недалеко от Тарнобжега на юго-востоке Польши. Зыгмунт Айдукевич изучал мастерство живописи в Вене (с 1880 по 1882 год), а затем в Мюнхене (с 1883 по 1885 год). С 1885 года постоянно жил и работал в Вене.
Из наиболее известных его работ следует выделить цикл из 12 полотен «Тадеуш Костюшко». Писал также портреты, жанровые сценки, картины на историческую тематику. Автор иллюстраций к роману Генрика Сенкевича «Потоп».